# スマウグ

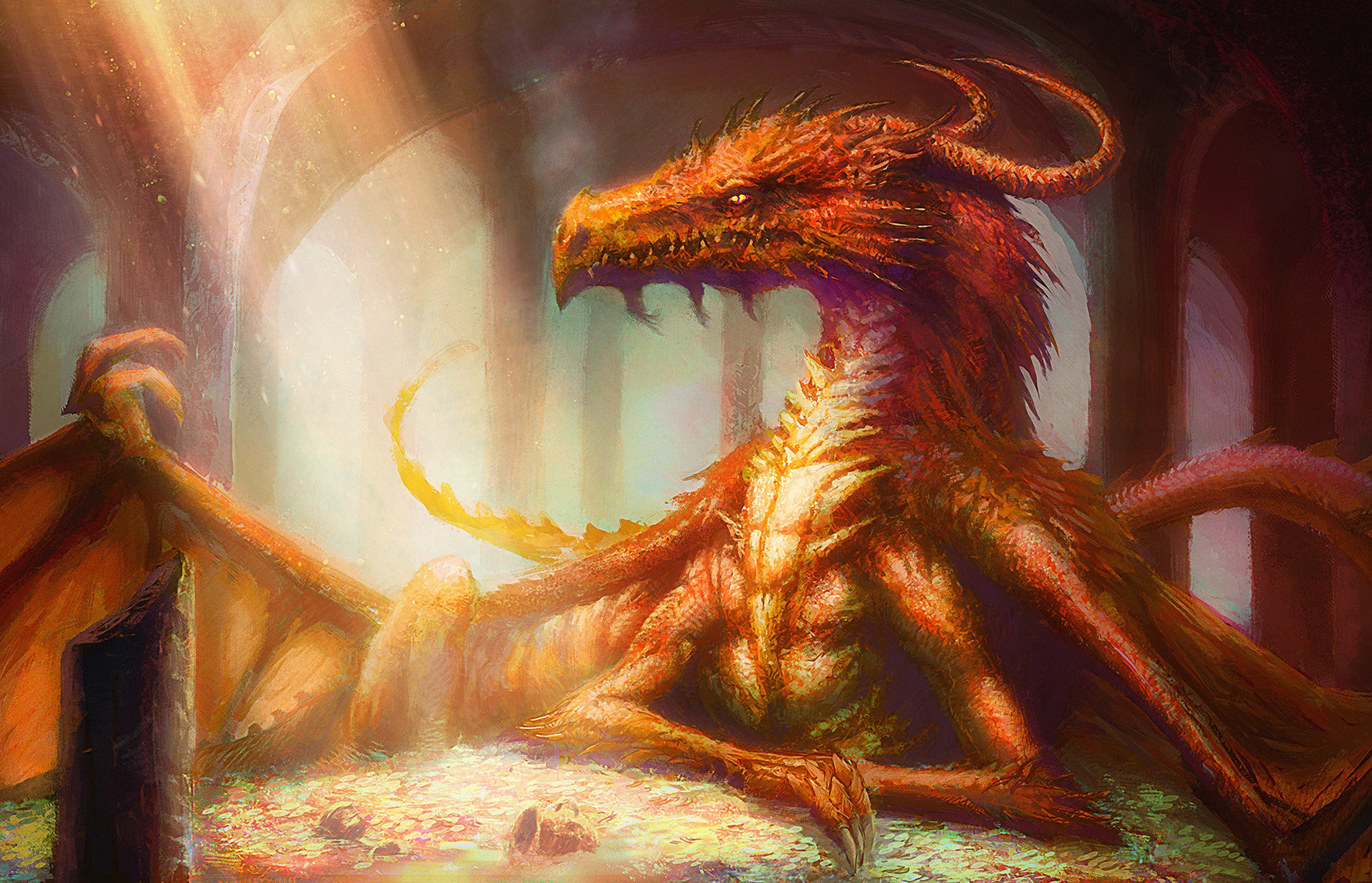
David Demaretによるスマウグの絵

スマウグ（Smaug）は、J・R・R・トールキンの中つ国を舞台とした小説、『ホビットの冒険』の登場人物である。

## 概要
中つ国に住む、翼と赤みがかった金色の鱗を持つ貪欲な第三紀最大の竜で、火竜族「ウルローキ」の一体である。大きさは、『中つ国歴史地図』では18.3m弱とされているが、これは著者の推測であり公式の記載ではない。トールキン自身が明確な大きさを示したことはなく、大きさに関する記述は、高さ約1.53メートルで3名が並んで歩けるとされる秘密の通路の入り口に、成長後のスマウグでは鼻先を入れることしかできなかったり、湖の町に落下した際に町のかなりの部分が破壊されたというものである。また、トールキン自身やアラン・リー (英語版) やジョン・ハウ （英語版）によるイラストでも変動が激しい。
スマウグは、谷間の国の方言 Trâgu の訳として当てられた名前であり、北方語やホビットの方言に見られる trah- という語幹に関連している。スメアゴル (Sméagol/Trahald) とも関連があるとされている。
トールキンによると、スマウグの名前はゲルマン祖語の動詞 smúgan （「穴に押し込む」の意）の過去形である。
なお、『フォーブス』誌が企画する「フィクション版世界長者番付」（各フィクションのキャラクターが現代社会に実在すると仮定して、どれくらいの富を築いているかを推測したもの）では、幾度となく上位にランクインしており、2012年版において、推定資産総額620億ドルで1位を獲得している。

## 人物
その出自は、竜族の根城として知られる「ヒースのかれ野」にあるとされる。第三紀に谷間の町を荒廃させ、はなれ山（エレボール）とそのすべての宝を奪った。彼は「怒りの戦い」を生き延びた個体ではなく後代に生まれたものと思しい（スマウグ本人がはなれ山襲撃時の自身のことをまだひ弱な若竜であったと発言している）。
火竜の例に漏れず炎と水蒸気を口と鼻から吐くことができ、「火柱」になって飛んだり発光したりしていると思わしき描写もある。高い知能を持っており人語を解し、話すことができる。ビルボの「運の良い数字」「樽に乗ってきた」という僅かな発言から、「一行が14人であること」「湖の町の人間の関与」などに気付くほど、頭の回転が速い。その上有翼であるため空を飛ぶことも可能である。視覚・聴覚・嗅覚にも優れており、寝床にある全ての宝の有無を瞬時に把握したり、眠っていても己の棲家に近づくものの足音を聞きつけたり、人間やエルフ、ドワーフを匂いで識別することができる。しかし未知の存在であったホビットの匂いはわからなかったため、このことが後にビルボ・バギンズに幸いする。
スマウグは中央の広間に宝を積み上げ、その上で長の年月を眠って過ごしていた。その間に竜族特有の弱点である柔らかい腹に、数多の金銀宝石がこびり付いたことで、作中でダイヤのチョッキと呼ばれるような代物で腹を鎧っていた。しかしこのチョッキには左胸の部分に綻びがあり、スマウグ自身はそのことに気付いていなかった。
かれの宝の中にはアーケン石やミスリルの胴着、大王ブラードルシンの軍隊の為に拵えた、柄に黄金細工が施された数多の業物の槍、そしてスロール王の金の大盃に谷間の国の領主ギリオンのエメラルドの首飾りなど有名な宝物を含めた、多くの金銀と宝石があった。そのような莫大な宝をため込んだにもかかわらず、スマウグは宝物庫の品物ひとつひとつを熟知していて、ビルボが比較的価値の低い品物を盗んだときも即座に気づいた。ミスリルの胴着はトーリン・オーケンシールドからビルボに贈られ、後にモリアでオークの槍からフロド・バギンズを護っている。
スマウグの鱗を傷つけることは通常では不可能だが、ビルボがスマウグと対峙したとき、ビルボが竜の弱点である腹の部分について触れておだてたため、そのおだてに乗ってしまったスマウグが自らのチョッキを自慢気に見せびらかせた際に、綻びがあることも見せてしまった。この事をビルボが仲間のドワーフに話したとき、山の秘密の入口から入ってきたツグミがこの話を聞いていた。このツグミが今度は湖の町エスガロスのバルドにこの話を伝えスマウグがエスガロスを襲撃したときに、バルドの家に代々伝わる不壊の決して的を過たない黒い矢を弱点の綻びに受けて命を落とした。
スマウグの死後、トーリンたちははなれ山の宝の所有権を主張した。このため、スマウグに受けた損害の賠償として宝の一部を要求したバルドや闇の森のエルフの王スランドゥイルとの間に軋轢が生じた。トーリンは宝の山分けを拒み、両者に宣戦を布告した。この衝突はついには五軍の合戦へと発展する。
スマウグの死を境に、中つ国における火龍族の歴史は幕を閉じ史上に記録されないほどに減少したと思われるが、『指輪物語』でのガンダルフの発言や、トールキンの書簡№144を見るに、力の指輪を焼き尽くせるような古い強力な火を体内に宿した個体が今やもういないというだけで、龍族そのものは絶滅はしていないのではないかと考えられる。
『指輪物語』では、ガンダルフはスマウグが倒されたのは幸運だったと言っている。この大龍がサウロンに利用されていれば、後の戦局の結果が大きく変わったであろうとされているからである。

## 演じる人物

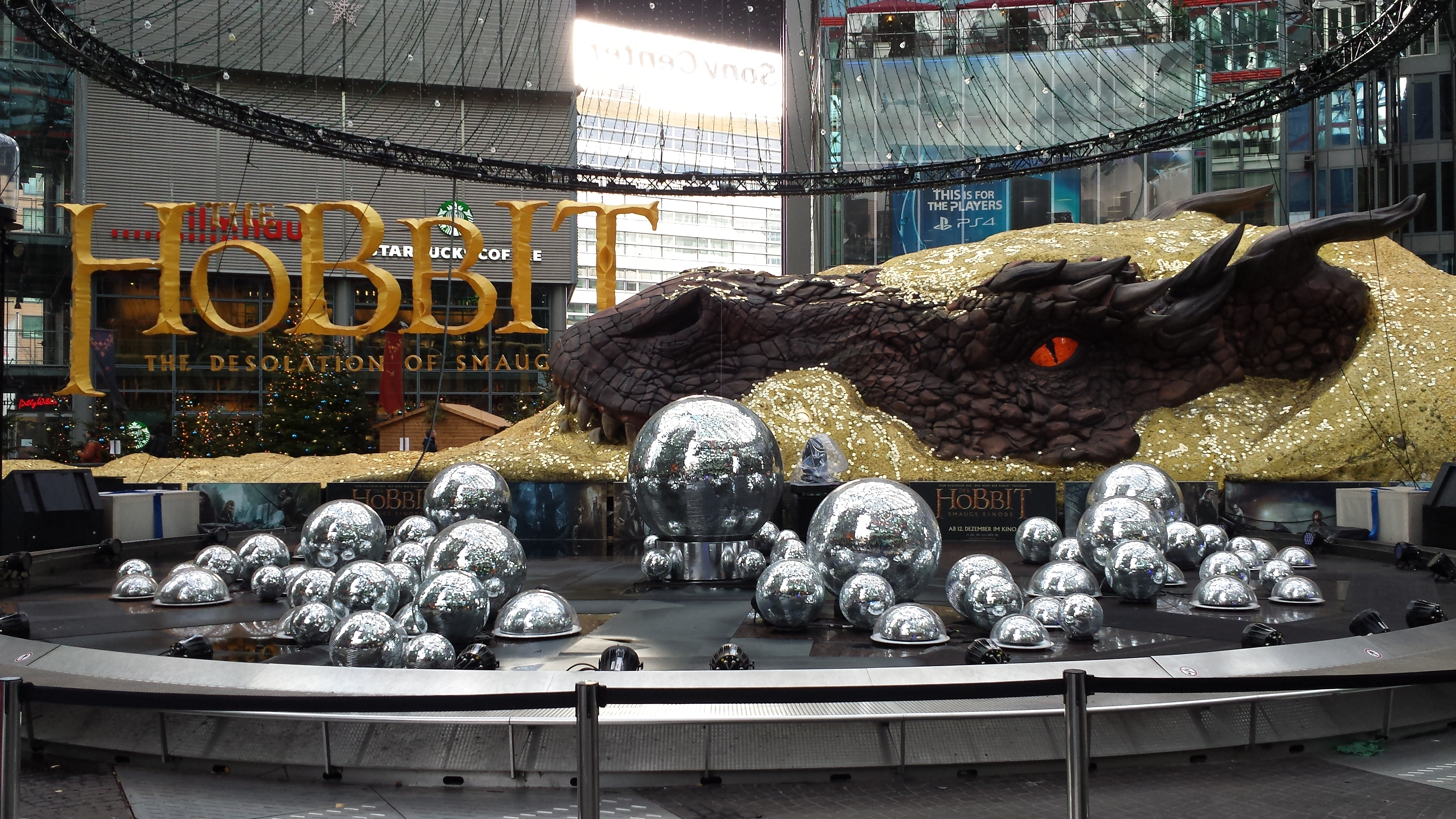
ホビット 竜に奪われた王国のワールドプレミアで展示されたスマウグの肖像（ベルリンにて）

2012-14年にかけて公開されるピーター・ジャクソン監督の「ホビット」では英国人俳優のベネディクト・カンバーバッチが声とモーションキャプチャーでの動きを演じる。西洋のドラゴンの他にも、東洋竜など世界中の様々な竜伝説からヒントを得て製作されている。非常に威圧的な形容を持ち、一つの指輪で透明になったビルボを言葉だけで強制的に指輪を外させるなど、原作とは異なる展開を見せる。

## 映像作品
実写映像作品では全長130mまたは「ボーイング747の２倍 （140～152mほど）」、片方の翼にボーイング747が収まるとされている。一方、ビルボを演じるマーティン・フリーマンはスマウグの大きさは90mとメイキングで述べている。
製作段階では完成作品よりも更に巨大で恐ろしげな容姿をしていたとされ、原典通り４つ足をしていた。完成作品ではより小型になり恐ろしさも減衰したのは、かつてゴラムにも同様に行われた措置であるが、これらの措置は「怪物ではなくキャラクター」を作り出すためのものであった（ゴラムも原著では大きく恐ろしげな怪物として描かれている）。
デザインの製作には非常に長い時間と労力が要され、第一作目や二作目の予告編中でも完成版とはデザインが異なっている。コンセプトアートの中には、バルログのようにジャックランタンの如く目や口内が白熱したものなど多数の個性的なデザインが存在した。
また、弱点の腹を覆うチョッキも映像作品ではなくなっており、腹にも鱗があることに変更された。しかし谷間の町の領主ギリオンによる黒い矢（原作と異なり複数あることになっており、竜殺しの魔力が秘められていることに変更されている）を用いたバリスタの一撃で鱗が一枚禿げておりそこが弱点ということになっている。
1977年の Rankin/Bass Productions によるアニメ映画作品版では体毛を生やし、猫などの哺乳類的な要素を顔に持つ独特の容姿をしていた。強力な視力は、目がサーチライトのように光ることで表現されている。ピーター・ジャクソンは、この作品を幼少時に鑑賞した事でトールキン作品の映像化の夢を抱いた（映画監督になることを志望）。スマウグの容姿については、スタジオジブリの前身であるトップクラフトがアニメーションを制作していたため、東洋の龍の影響があったのではないかという推測もある。
Gene Deitch 製作の映像作品（1966年）では、極めておそろしく残虐な地球の古代の怪物 Slag と称されている。原作とはキャラクター性や物語の設定が原作とは大きく異なり、最期は宝物の上で寝ている最中にビルボ達によって弱点を射抜かれ討伐された。その際、ハート形のアーケン石を矢じりにしてカタパルトで射出していた。

## その他
トールキンによるスマウグは、スマウグ属のトカゲ（英語版）の属名の由来になっている。